# Cameraverruca euglypta
Cameraverruca euglypta är en kräftdjursart som först beskrevs av Henry Augustus Pilsbry 1907.  Cameraverruca euglypta ingår i släktet Cameraverruca och familjen Verrucidae. Inga underarter finns listade i Catalogue of Life.